# Akkumulatortriebwagen

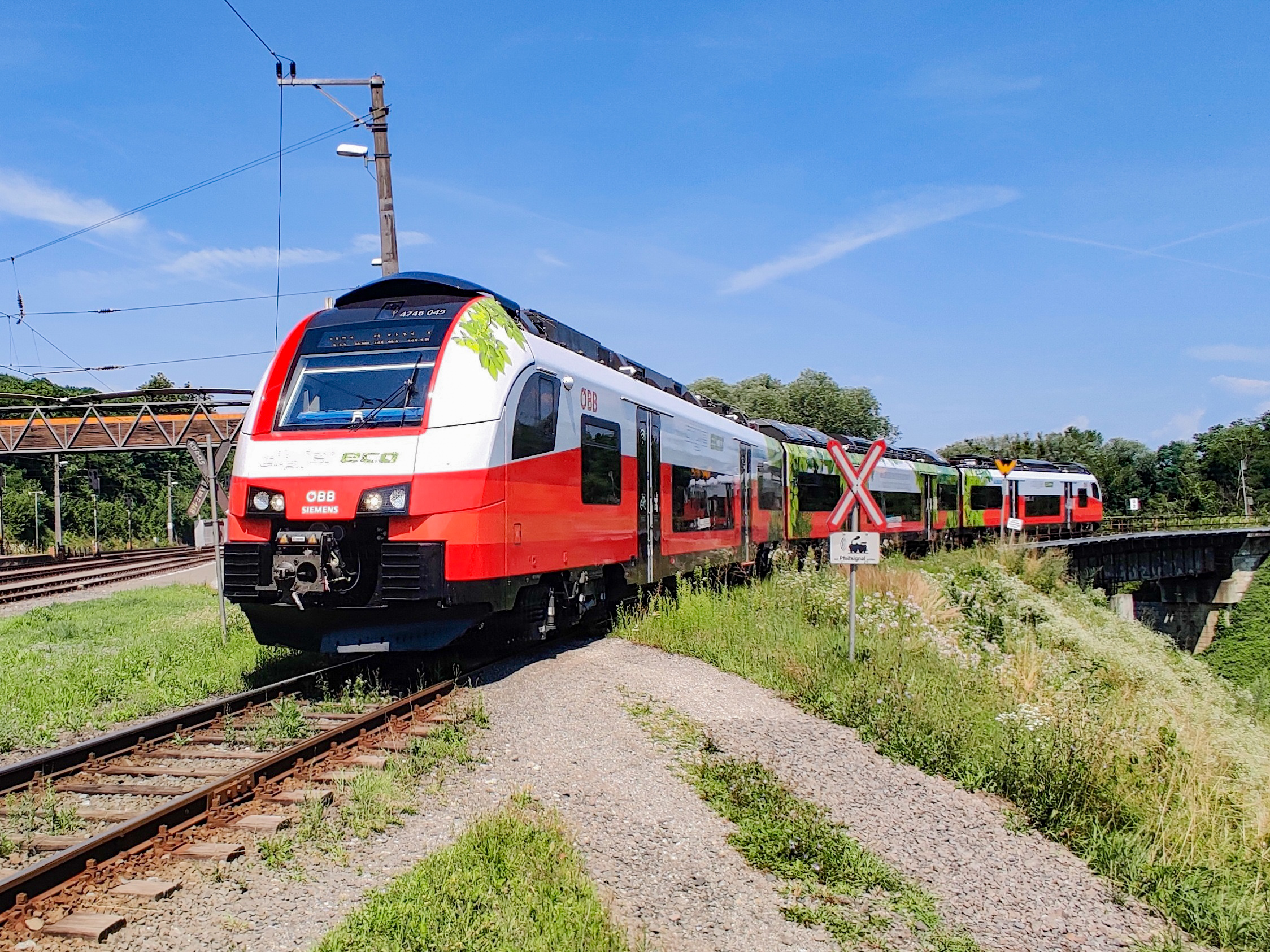
Moderner Akkutriebzug der ÖBB (Cityjet Eco bei Spielfeld-Straß)

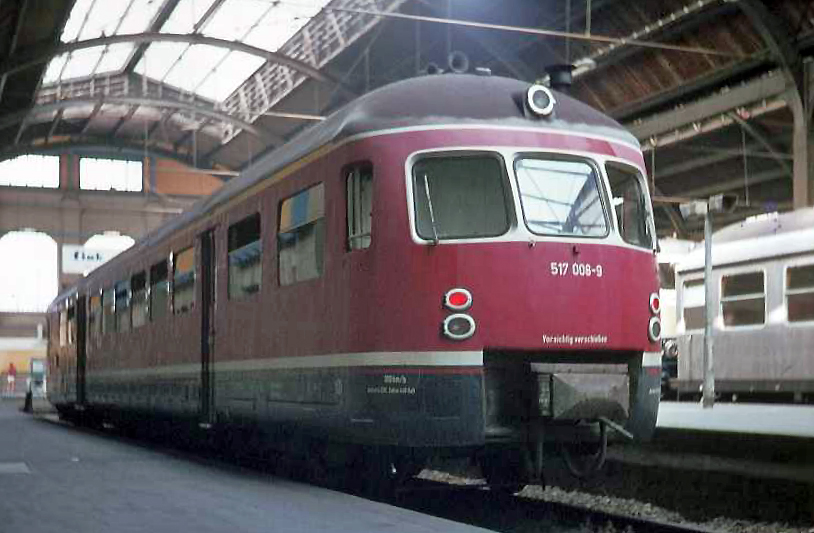
Historischer Zug der Baureihe 517 (ETA 176) der Deutschen Bundesbahn

Ein Akkumulatortriebwagen (AT), Elektrischer Triebwagen mit Akkumulatoren (ETA), Speichertriebwagen, Batterietriebwagen ist ein elektrisch angetriebener Eisenbahn- oder Straßenbahn-Triebwagen, dessen Antriebsenergie aus Akkumulatoren stammt, die Elektromotoren antreiben. International ist der englische Begriff Battery-electric multiple unit, kurz: BEMU heute für solche Fahrzeuge üblich.
Akkumulatortriebwagen erleben seit den frühen 2020er-Jahren einen rapiden Bedeutungsgewinn im Schienenpersonennahverkehr. Während frühere Generationen in den 1990er-Jahren noch wegen Unwirtschaftlichkeit im Vergleich zu Dieseltriebwagen ausgemustert wurden, werden sie dank der in den vergangenen Jahrzehnten erzielten Fortschritte in Batterietechnik und Leistungselektronik sowie der angestrebten Dekarbonisierung zunehmend eingesetzt.
Neben den Akkumulatortriebwagen gibt es auch Akkulokomotiven, die vor allem als Rangierfahrzeuge in Betriebswerken, bei U-Bahnen und bei Werksbahnen eingesetzt werden. Im Untertagebergbau waren Akkumulatorlokomotiven wegen ihrer Emissionsfreiheit weltweit der Standard.

## Vor- und Nachteile
Eine 2022 vom Fraunhofer-Institut für System- und Innovationsforschung durchgeführte Literaturrecherche über elf Studien ergab, dass Akkumulator-Triebzüge hinsichtlich
- „technischer Performance“ (Geschwindigkeit, Beschleunigung und Leistung),
- Energieverbrauch und
- Wartungsintensität

vergleichbaren Diesel- und Brennstoffzellenfahrzeugen überlegen sind.
Hinsichtlich
- Lärmemissionen und
- Nutzungsdauer

sind sie gegenüber dem Dieselantrieb im Vorteil.
In Bezug auf
- Reichweite,
- Technologietausch (Umstellungsaufwand) und
- Infrastrukturbedarf

haben sie Nachteile gegenüber den beiden anderen genannten Antriebsarten.
Im Gegensatz zu früheren Akkumulatortriebzügen, die nur im Betriebshof geladen werden konnten, besitzen ihre heutigen Pendants Stromabnehmer, mit denen sie während der Fahrt auf elektrifizierten Streckenabschnitten oder während der Wendezeiten in elektrifizierten Bahnhofsgleisen Strom speichern können. Hierdurch ist es z. B. ausreichend, lediglich Teile einer Strecke mit Oberleitung auszurüsten und auf teure Umbauten von Tunnels und Brücken zur Erweiterung des Lichtraumprofils zu verzichten.

## Aktuelle Fahrzeuge
2018 stellte Bombardier einen Akkutriebwagen auf Basis des Talent 3 für teilelektrifizierte Strecken vor. Dieser hat wie herkömmliche Elektrotriebwagen einen Stromabnehmer für die Fahrt unter Fahrdraht; auf nicht-elektrifizierten Teilstrecken bezieht er seine Energie aus den Bordbatterien. Bei neuerlicher Fahrt auf elektrifizierten Streckenabschnitten werden die Batterien über die Oberleitung wieder geladen. Zunächst soll der Zug eine Batteriereichweite von 40 km haben, die später auf 100 km gesteigert werden soll. Für 2019 kündigte Bombardier in Zusammenarbeit mit der Deutschen Bahn (DB) einen 12 Monate dauernden Betrieb des 40-Kilometer-Prototyps mit Reisenden in Südwestdeutschland, in der Nähe des Bodensees, an. Der geplante Testeinsatz erfolgte ab Januar 2022 wochentags auf der RB Herrenberg–Horb und ab Februar 2022 zusätzlich am Wochenende auf der RB Gunzenhausen–Pleinfeld. Da die letztere Strecke nicht elektrifiziert ist, besaß das Fahrzeug ab dem Ausfall von zwei der vier Akkumodule nicht genügend Reichweite, um auf der Strecke eingesetzt werden zu können. Während des dreimonatigen Wochenendeinsatzes war dies an 18 Tagen der Fall. Der Einsatz wurde daraufhin abgebrochen und danach, trotz anders lautender Ankündigung, auch nicht wiederaufgenommen.
Auch Stadler stellte 2018 eine Akkumulatoren-Variante des Flirt vor. Mit 224 km hat diese Akku-Variante nach einer Medienmitteilung des Herstellers vom Dezember 2021 einen Reichweiten-Weltrekord für das Guinness-Buch der Rekorde aufgestellt. Die Rekordfahrt fand bei einer Temperatur von unter null Grad und Schneefall zwischen Berlin Gesundbrunnen und Rostock-Warnemünde statt.
Für den Einbau der festen Fahrbahn in den Tunnel Feuerbach von Stuttgart 21 wurde ein Akkumulatortriebwagen entwickelt, der auf 750 mm Gleisen einfährt und die Funktion des Betonmischers übernimmt.

## Deutschland

### 19. Jahrhundert

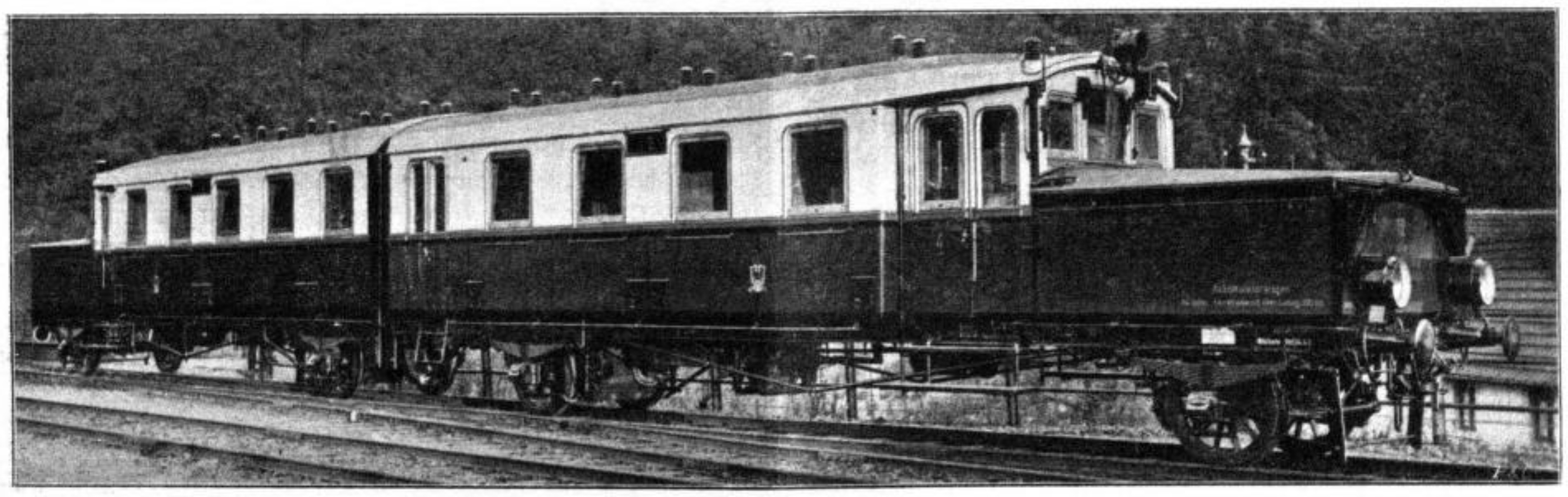
Wittfeld-Akkumulatortriebwagen

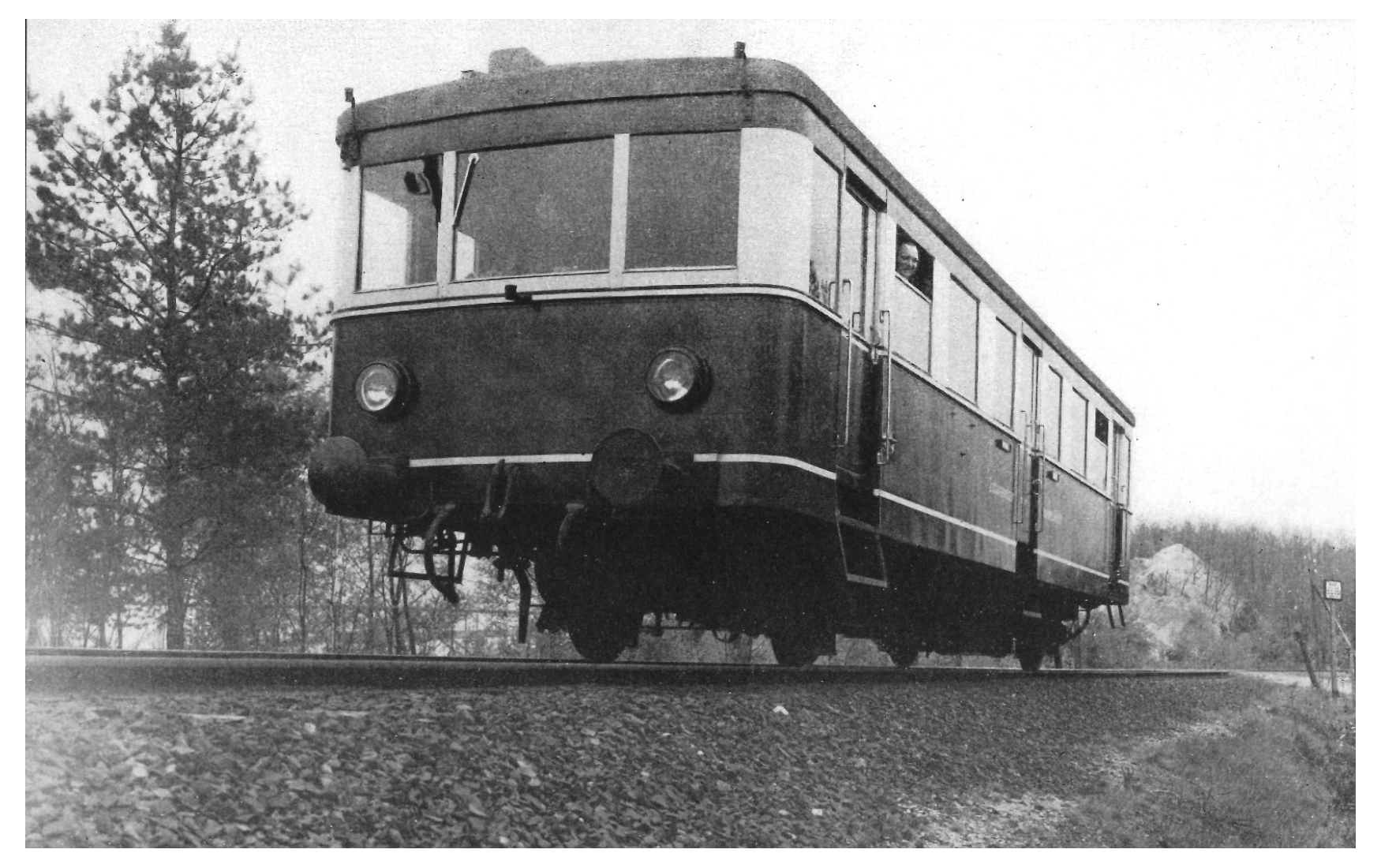
Ein Einzelgänger vor 1945 war der Akkumulatortriebwagen der Zschornewitzer Kleinbahn

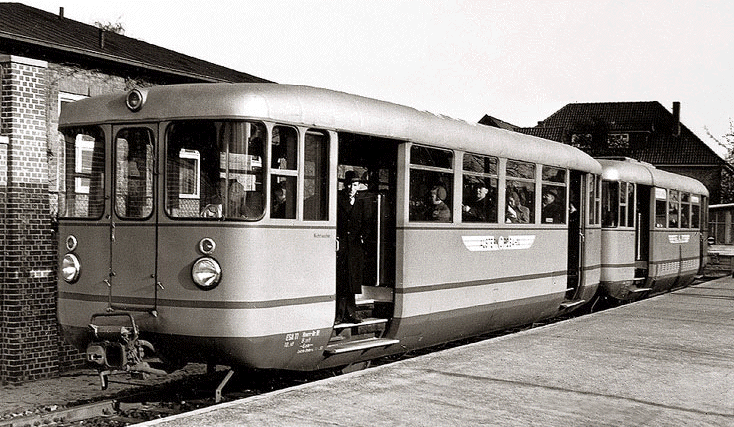
Akkumulatortriebwagen mit Steuerwagen der Alsternordbahn

Bereits zur Internationalen Elektrotechnischen Ausstellung 1891 in Frankfurt verkehrte viermal täglich ein zweiachsiger Akkumulatortriebwagen auf einem Abschnitt der Frankfurter Waldbahn.
Vorreiter bei der Entwicklung und dem Einsatz von Akkumulatortriebwagen für den Regelspurbetrieb in Deutschland waren die Pfälzischen Eisenbahnen, welche bereits 1895 Probefahrten mit solchen aus zweiachsigen Personenwagen hergerichteten Fahrzeugen unternahmen. Zuvor hatte es schon erfolgreiche Versuche auf der schmalspurigen Strecke von Ludwigshafen nach Mundenheim gegeben.

### 20. Jahrhundert
Die Erfolge der Pfälzischen Eisenbahnen veranlassten daraufhin sowohl die Königlich Bayerischen Staats-Eisenbahnen (1901 der Bayerische MCi) als auch die benachbarten Preußisch-Hessischen Staatseisenbahnen (1907 der preußische AT 1) ebenfalls solche Fahrzeuge in Betrieb zu nehmen. Bekannter waren die ab 1907 in größeren Stückzahlen und Varianten gebauten Wittfeld-Akkumulatortriebwagen der Preußisch-Hessischen Staatseisenbahnen, die in vielen preußischen Eisenbahndirektionen zum Einsatz kamen. Diese Fahrzeuge wurden alle von der Deutschen Reichsbahn 1920 übernommen und erst um 1950 ausgemustert.
Von der Deutschen Reichsbahn wurden ab 1926 die „Sechsachsigen Speicher-Doppeltriebwagen“ mit der Bezeichnung DR 581/582 bis 615/616 in Dienst gestellt, die nach dem Zweiten Weltkrieg noch bis 1968 Verwendung fanden. Ein typisches Kleinfahrzeug aus DDR-Produktion war der LEW EL 16 vom Forschungs- und Entwicklungswerk Blankenburg (FEW) in Blankenburg (Harz) entwickelt.
In der Bundesrepublik Deutschland fand die Entwicklung mit der Splittergattung ETA 176 (später Baureihe 517) ihre Fortsetzung im Bereich der Staatsbahn. Acht Triebwagen dieses Typs entstanden in den Jahren 1952 bis 1954. Eine weitere Neuentwicklung fand bei der Maschinenbau Kiel AG statt, die 1953 eine Kleinserie von drei Akkumulatortriebwagen und zwei Steuerwagen für die Alsternordbahn lieferte.
Ab 1955 folgte schließlich die Großserie ETA 150, die spätere Baureihe 515. Die letzten der insgesamt 232 Fahrzeuge wurden bis 1995, inzwischen lichtgrau-grün lackiert und modernisiert, auf der damaligen Nokia-Bahn (RB 46) von Gelsenkirchen Hauptbahnhof über Wanne-Eickel Hauptbahnhof nach Bochum Hauptbahnhof eingesetzt.
Ab 1979 führte das Bundesbahn-Zentralamt München zusammen mit der Firma BBC eine Projektstudie zur Entwicklung eines Hybridtriebwagens durch. Dieser sollte auf nichtelektrifizierten Strecken mittels Akku und unter Oberleitung betrieben werden können. Auf elektrifizierten Abschnitten sollten neben dem Fahrzeugantrieb auch die Akkus geladen werden können. Im Rahmen der Studie wurde ein Fahrzeug auf Basis des zweiteiligen Dieseltriebzuges der Baureihe 628 entwickelt. Dabei wurden in einem Wagen Trafo, Stromrichter und Stromabnehmer untergebracht. Der zweite Wagen beinhaltete die Akkus und den Antrieb. Mittels 510,4 kWh installierter Kapazität der Bleiakkus sollte das Fahrzeug nichtelektrifizierte Abschnitte mit 200 km Länge überbrücken können. Das baureife Konzept des elektrischen Triebwagen mit Ladeeinrichtung aus der Oberleitung (ETLO 528) wurde im Jahr 1981 verworfen. Zur Fertigung eines Prototyps oder zur Serienfertigung kam es nicht. Als Grund wurde die mangelnde Wirtschaftlichkeit des Konzeptes angeführt.
Auch als Bahndienstfahrzeug wurden Akkumulatortriebwagen eingesetzt, insbesondere für Tunneluntersuchungen, bei denen vor allem ein abgasfreier Antrieb wichtig war. Ein Beispiel hierfür ist der Tunneluntersuchungswagen Kar 6209.

### 21. Jahrhundert

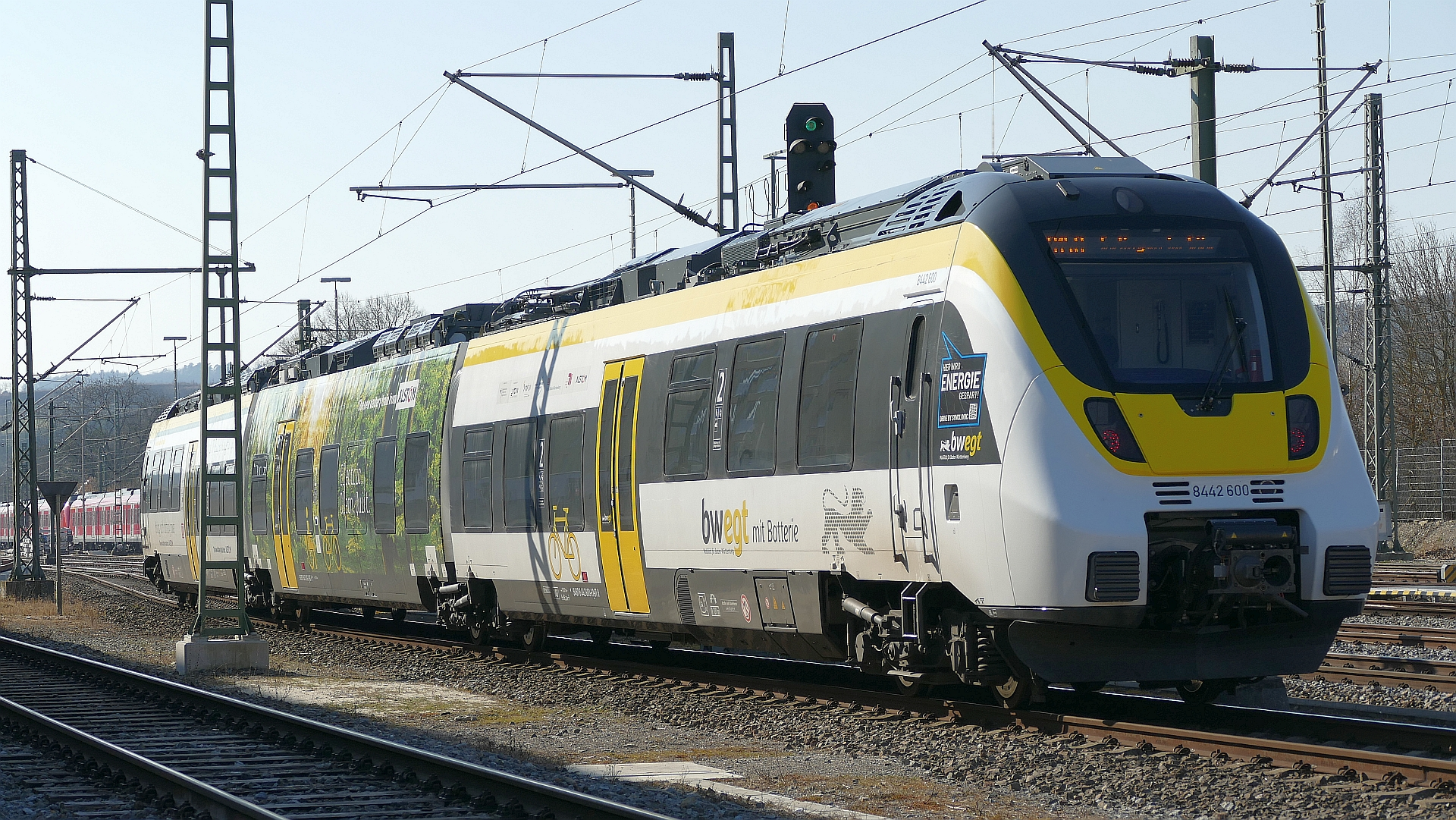
Talent 3 Akku bei Herrenberg

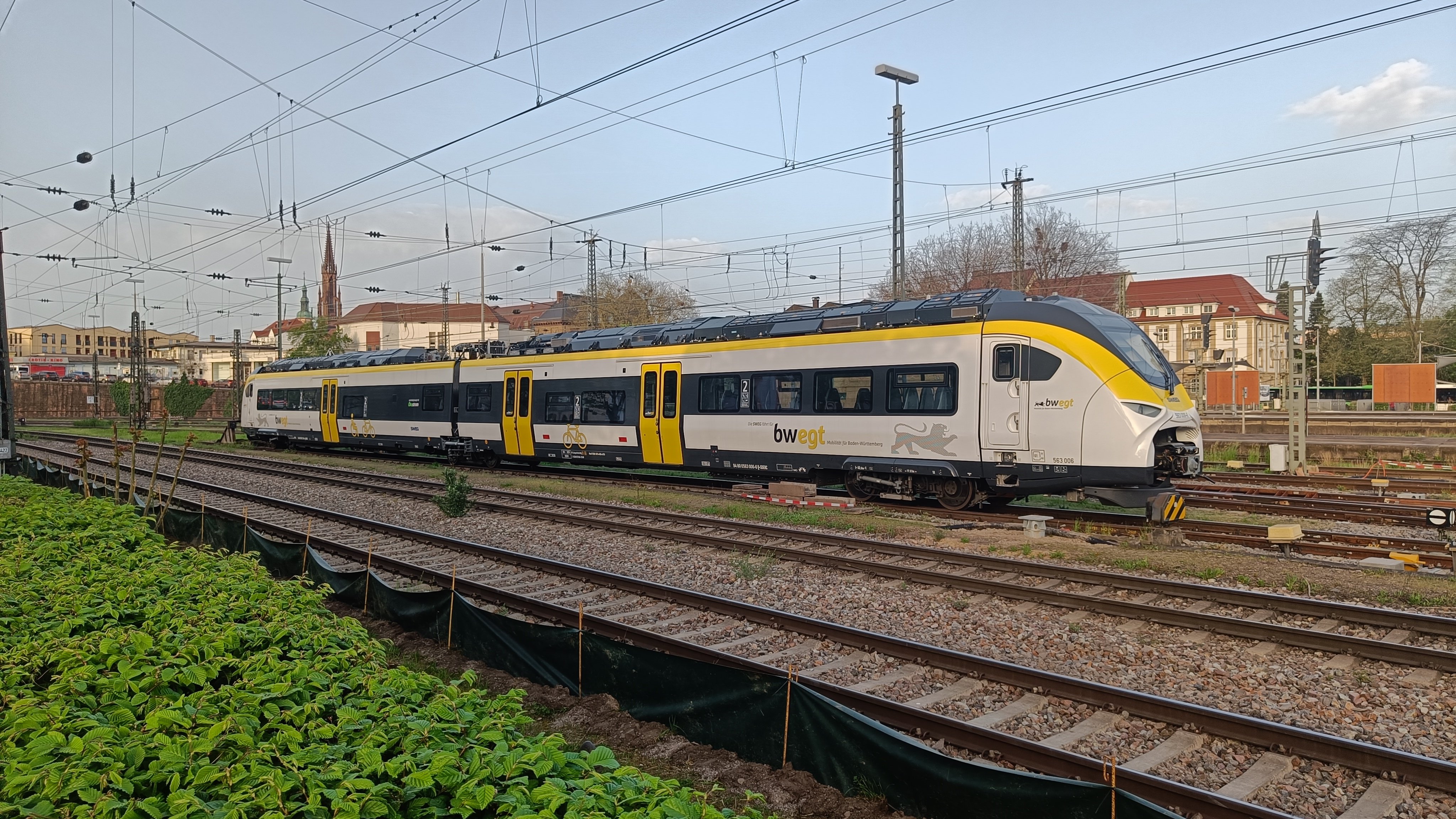
Mireo Plus B in Offenburg

Untersuchungen mehrerer Aufgabenträger erwiesen in größeren Netzkonzepten wie etwa in Schleswig-Holstein oder Niedersachsen Wirtschaftlichkeit von Akkumulatorenfahrzeugen. Als infrastrukturelle Folge werden zunehmend Oberleitungsinselanlagen und Teilnetzelektrifizierungen als Inselbetriebe im ansonsten grundsätzlich zusammenhängenden deutschen Oberleitungsnetz angelegt.

#### Fahrzeuge
Im deutschen Schienenpersonennahverkehr bestellte Fahrzeuge:
- Stadler Flirt Akku
- CAF Civity BEMU
- Alstom Talent 3
- Alstom Coradia Continental BEMU
- Siemens Mireo Plus B

#### Regionen

##### Schleswig-Holstein
Im Juni 2019 bestellte der Nahverkehrsverbund Schleswig-Holstein 55 Einheiten, die Ende 2022 beginnend den Betrieb aufnehmen sollten. Bei der Zulassung der Fahrzeuge kam es zu Verzögerungen. Seit dem 1. Oktober 2023 wurden die Fahrzeuge auf der ersten Linie (erixx) im regulären Verkehr eingesetzt. Die Fahrzeuge zeigten jedoch anfängliche eine hohe Ausfallrate, wurden daher abgestellt und der Start auf Januar 2024 – bezogen auf die Gesamtflotte auf Frühjahr 2024 – verschoben.
Für den Einsatz in Schleswig-Holstein werden Oberleitungsinselanlagen gebaut und im Bereich von elektrifizierten Bahnhöfen weitere Bahnhofsgleise sowie kurze Streckenabschnitte mit Oberleitung ausgerüstet.

##### Baden-Württemberg
Im September 2019 bestellte das Land Baden-Württemberg bei Siemens Akkutriebwagen des Typs Mireo Plus B. 24 Fahrzeuge kommen seit dem 8. April 2024 in der Ortenau zum Einsatz (Schwarzwaldbahn, Renchtalbahn, Achertalbahn), drei weitere sind für die Reaktivierung der Hermann-Hesse-Bahn vorgesehen. Die Triebzüge sind 140 km/h schnell und haben 80 Kilometer Reichweite.
2021 bestellte DB Regio 44 Stadler Flirt Akku, die in Baden-Württemberg, dem Saarland und in Rheinland-Pfalz eingesetzt werden sollen.

##### Brandenburg
Im November 2021 bestellte die Niederbarnimer Eisenbahn 31 Akkutriebzüge bei Siemens, Der Einsatz ist ab Dezember 2024 im Netz Ostbrandenburg des VBB geplant. Es werden vier zusätzliche Ladestationen errichtet, die im November 2022 bei Voltap bestellt wurden.

##### Mecklenburg-Vorpommern
Ab Dezember 2026 sollen 14 Stadler-Flirt-Akku-Fahrzeuge in Mecklenburg-Vorpommern eingesetzt werden.

##### Hessen
Im Netz der Hessische Landesbahnen (HLB) liegen die nicht-elektrifizierten Strecken im Personennahverkehr meist im Bereich 30 bis 60 km. Die bestellten Batteriezüge befahren diese Abschnitte als Stichstrecke, sodass die Akkus vorher aus der Fahrleitung einer elektrifizierten Strecke geladen werden können. Eine Ausnahme im Netz stellt die Strecke über den Vogelsberg dar, bei der 105 km ohne Elektrifizierung vorliegen. 2023/2024 wurde getestet, ob Fahrzeuge mit einer Reichweite von maximal 120 km für das Gesamtnetz ausreichen. Die HLB haben im Februar 2023 drei Batterietriebzüge bei Siemens bestellt. Der Einsatz ist ab Ende 2025 auf zwei Linien ab Limburg im Westerwald geplant. Im November 2021 hat die DB Regio für das Pfalznetz 44 Triebzüge von Stadler bestellt, die ab Dezember 2025 ebenfalls zuerst im Westerwald eingesetzt werden sollen.

##### Sachsen
Anfang Februar 2020 bestellte der Verkehrsverbund Mittelsachsen (VMS) 11 dreiteilige Coradia-Continental-Einheiten der Baureihe 1440.4. Die Batterien sind auf dem Dach angeordnet. Betrieben wird damit ein Teil der Linie Leipzig–Chemnitz. Diese führt auch über die nicht elektrifizierte Bahnstrecke Neukieritzsch–Chemnitz. Von Juni 2024 bis Dezember 2031 betreibt die Mitteldeutsche Regiobahn (MRB) die Züge.

## Österreich

### ET 21
Im Raum Salzburg wurden ab 1921 vier aus ehemaligen Wiener Stadtbahnwagen umgebaute akkuelektrische Triebwagengarnituren der Baureihe BBÖ ET 21 verwendet. Jede der vier gebauten Garnituren bestand aus zwei Triebwagen, die als Endwagen je einem Führerstand besaßen, dazwischen normale Stadtbahn-Personenwagen und in der Mitte ein Niederbordwagen, auf welchem die Akkus befestigt waren. Diese recht simpel konstruierte Type verkehrte bis Mitte der 1930er Jahre.
Montafonerbahn BCDM 1–2
Für die Elektrifizierung der Arlbergbahn mit Wechselstrom wurde die Gleichstromoberleitung der Montafonerbahn am Bahnhof Bludenz entfernt. Um ohne Stromversorgung aus der Oberleitung in den Bahnhof fahren zu können, wurden die beiden 1905 gebauten Triebwagen der Montafonerbahn im Jahr 1925 mit Akkumulatoren ausgerüstet. Später wurden die Akkumulatoren durch Stromaggregate ersetzt.

### ÖBB 4090
Ab 2013 gab es Bestrebungen, Schmalspur-Elektrotriebwagen der Mariazellerbahn (Baureihe 4090) zu Akkumulatortriebwagen umzubauen und diese auf der Citybahn Waidhofen einzusetzen. Der Plan wurde nicht umgesetzt, stattdessen wurden die Fahrzeuge vom Land Niederösterreich 2015 an die SLB nach Salzburg verkauft.

### ÖBB Cityjet Eco

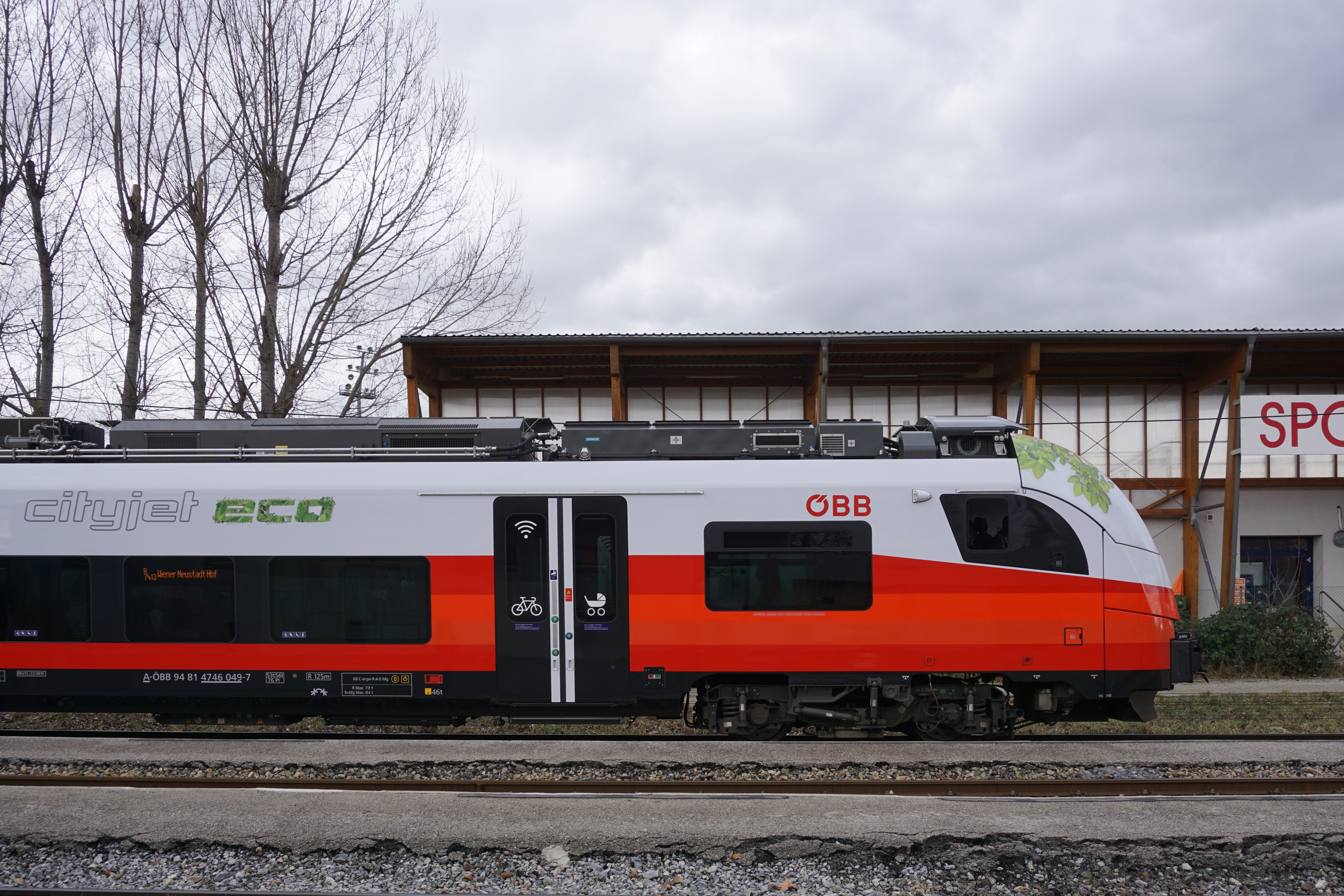
ÖBB Cityjet Eco in Traiskirchen

In Zusammenarbeit mit Siemens entwickelten die ÖBB den Cityjet Eco auf Basis des Siemens Desiro ML. Dabei wurde der Mittelwagen des dreiteiligen Elektrotriebzugs 4746 049 mit drei Akkus (Kapazität insgesamt 528 kWh) ausgerüstet. Im Oberleitungsbetrieb (15 kV/16,7 Hz oder 25 kV/50 Hz) erreicht der Triebzug 140 km/h bei einer Beschleunigung von 1 m/s², im Batteriebetrieb sind maximal 100 km/h und 0,77 m/s² möglich.
Zwischen September 2019 und Dezember 2020 wurde der Triebzug im Probebetrieb mit Fahrgästen eingesetzt. Dabei wurde eine Reichweite von etwa 80 Kilometern ermittelt. Die Wagenkästen weiterer Desiro ML wurden verstärkt, um ebenfalls umgerüstet werden zu können. Diese Planungen wurden verworfen, und auch der Prototyp wurde wieder zurückgebaut.

### Stadler Flirt Akku
Nachdem sich Stadler Rail im Vergabeverfahren gegen Siemens durchgesetzt hatte, wurde im Juli 2023 mit der ÖBB ein Rahmenvertrag über bis zu 120 Batteriezüge vom Typ Stadler Flirt Akku abgeschlossen. Im Oktober 2023 wurden aus dem Rahmenvertrag 16 Fahrzeuge bestellt, sie sollen ab 2028 auf der Kamptalbahn und deren betrieblicher Fortsetzung über Krems nach St. Pölten eingesetzt werden.

## Schweiz

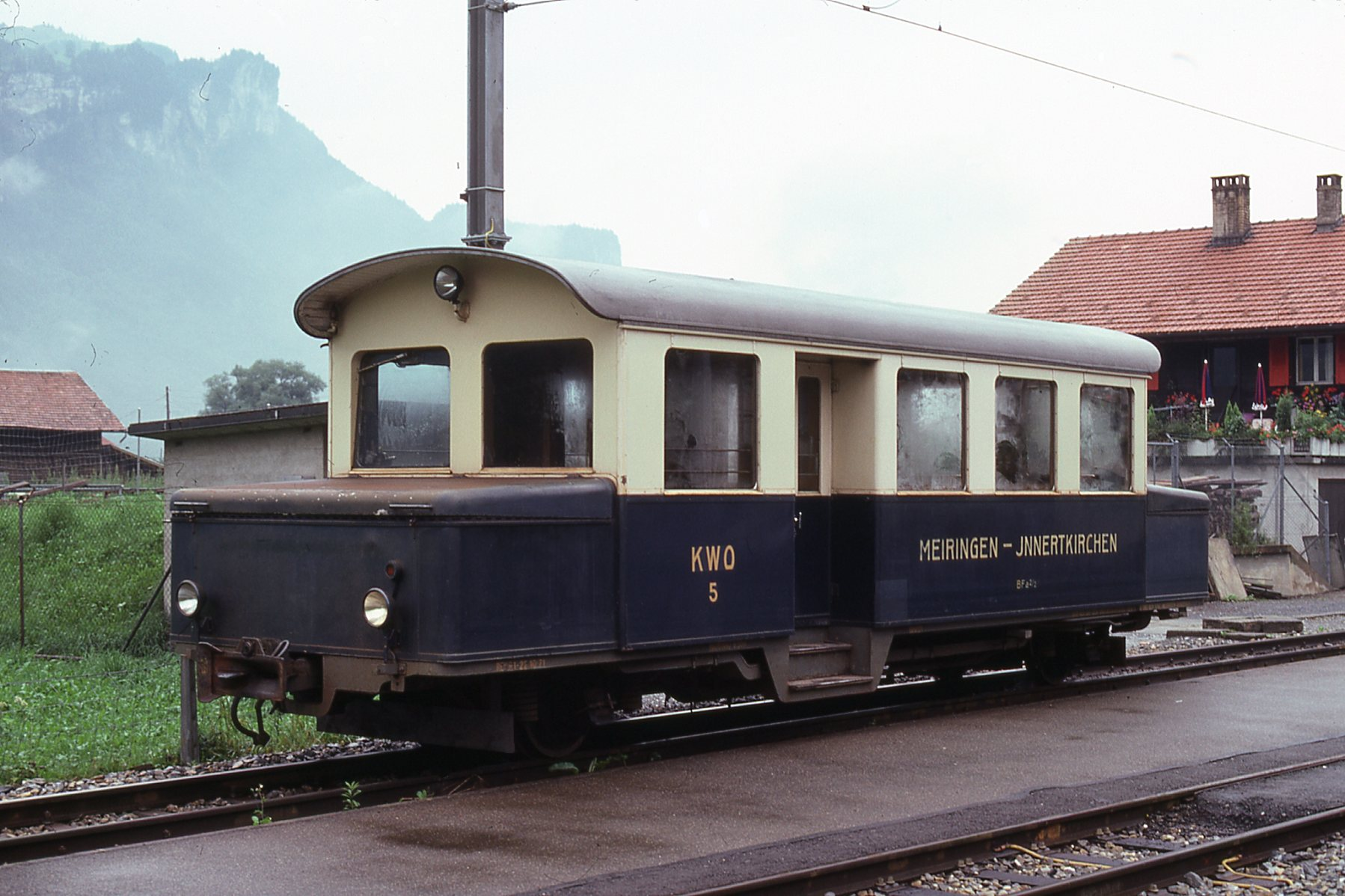
Akkumulatortriebwagen BDa 2/2 5 der Meiringen-Innertkirchen-Bahn

In der Schweiz setzte die meterspurige Meiringen-Innertkirchen-Bahn (MIB), eine Industriebahn der Kraftwerke Oberhasli im Berner Oberland, ab 1931 insgesamt drei Akkumulatortriebwagen ein, die alle noch vorhanden sind. Der Triebwagen Ba 2/2 3 (1931) befindet sich, als T 46 bezeichnet, im Museum des Deutschen Eisenbahn-Vereins (DEV) in Bruchhausen-Vilsen, der Triebwagen BDa 2/2 4 (1939) im Verkehrshaus Luzern und der BDa 2/2 5 (1949) vor dem Direktionsgebäude der Kraftwerke Oberhasli in Innertkirchen.

## Argentinien
Die CRRC, Ltd. lieferte einen zweiteiligen Akkumulator-Triebwagen, der auf einer Strecke der Ferrocarril General Manuel Belgrano, dem größten Meterspurnetz in Argentinien, zwischen Tilcara und Volcán Higueras verkehrt. Das Fahrzeug hat 72 Sitzplätze, die Batterie muss nach 120 km wieder aufgeladen werden und die Höchstgeschwindigkeit beträgt 60 km/h. Das Fahrzeug pendelt in einem Halbstundentakt.

## Belgien
1900 stellten die Belgischen Staatsbahnen auf der Weltausstellung in Paris einen Akkumulatortriebwagen aus. Dieser war rund 17 m lang und auf einer 18 km langen Nebenbahn bei Antwerpen im Einsatz. Er kam 110 km weit, bevor die Akkus wieder aufgeladen werden mussten.

## Estland
Estland hat bei Škoda Transportation 16 Triebwagen RegioPanter bestellt, deren erste seit Juni 2024 getestet werden. Die dreigliedrigen Züge werden in zwei Ausführungen geliefert: 11 für den Regionalverkehr mit je 236 Sitzplätzen und fünf für den Vorortverkehr mit 262 Sitzplätzen. Die Züge können unter 25 kV 50 Hz Wechselstrom, unter 3 kV Gleichstrom und auf nicht elektrifizierten Strecken mit Batterie fahren. Die Höchstgeschwindigkeit der Fahrzeuge beträgt unter Oberleitung 160 km/h, bei Batteriebetrieb 120 km/h, die Reichweite der Batterien, die im Dachbereich montiert sind, beträgt 80 km.

## China (Volksrepublik)
Bereits 2017 testete CRRC, Ltd. Akkumulatorentriebwagen in der Inneren Mongolei. Deren Reichweite bis zum nächsten Aufladen betrug 200 km, die Höchstgeschwindigkeit 160 km/h.

## Frankreich

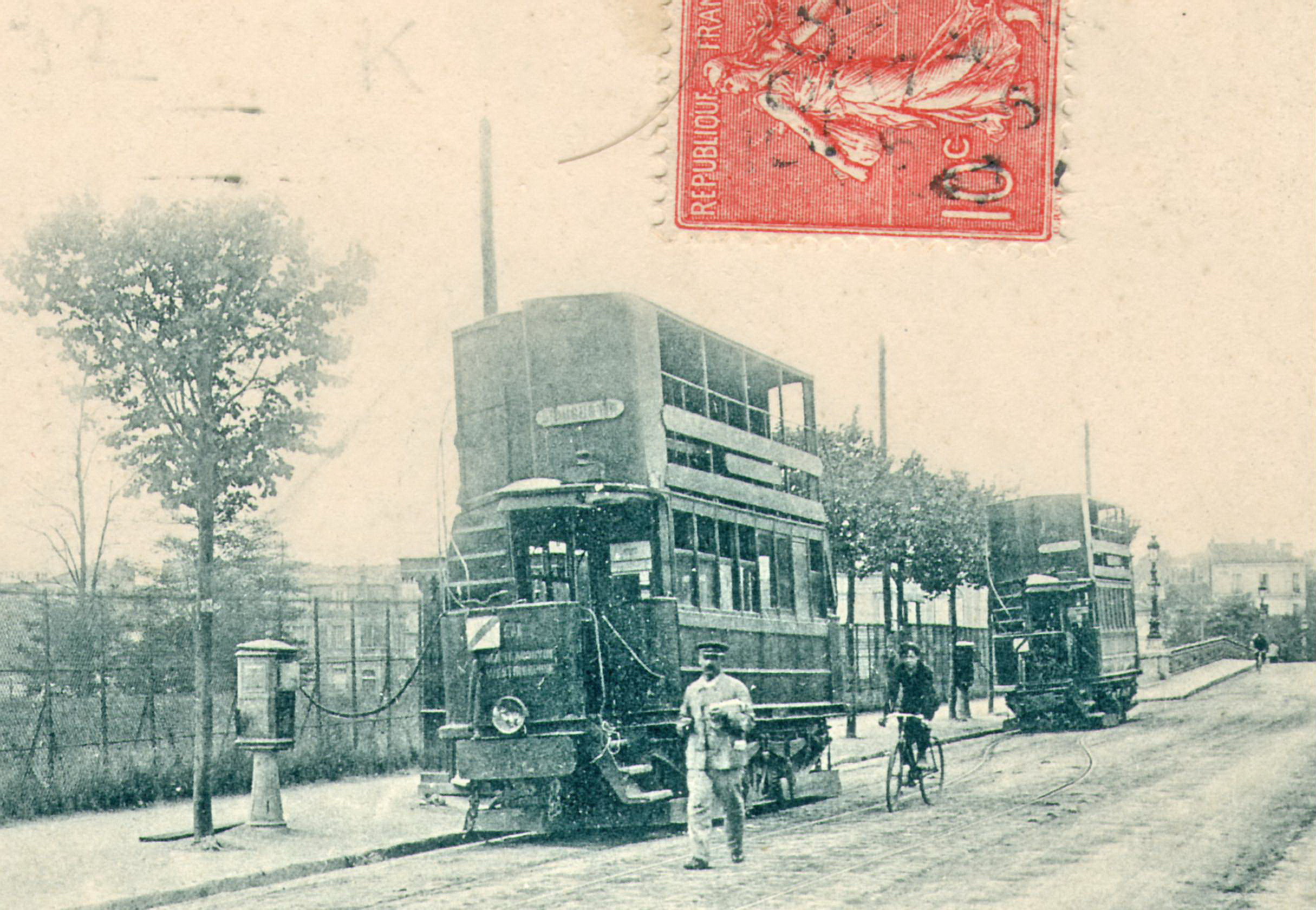
Pariser Akkumulatorstraßenbahn an einer Schnellladestation

In Paris verkehrten ab 1881 auch Straßenbahnen im Akkumulatorbetrieb.
Seit 2004 wurden in Frankreich in großem Umfang Dieseltriebwagen von Bombardier (heute: Alstom) für den Regionalverkehr in Betrieb gestellt, die in vier Baureihen als Autorail à grande capacité (AGC) verkehren. 2021 wurden in einer Kooperation zwischen Alstom und fünf französischen Regionen fünf Fahrzeuge zu Akkumulator-Triebwagen umgebaut. Sie wurden 2023/2024 erfolgreich getestet.

## Irland

### Historisch
Von 1932 bis 1949 setzte die Great Southern Railways auf der Strecke zwischen Dublin und Bray mehrere Akkutriebwagen ein, die sogenannte Drumm Battery Train. Die Batterien wurden jeweils an den Endstationen aufgeladen. Die vier Triebwagengarnituren fuhren bis zu 80 km/h schnell und erzielten eine Reichweite von rund 130 km. Zwar liefen sie lange Zeit im Dubliner Vorortverkehr und versuchsweise auch auf anderen Strecken, aber die Weiterentwicklung wurde nicht mehr als förderungswürdig angesehen und eingestellt. Als die Batterien das Ende ihrer Lebensdauer erreicht hatten, wurden die Triebwagen 1949 ausgemustert, die Wagenkästen aber als Personenwagen weiterverwendet.

### Aktuell
2021 bestellte Iarnród Éireann bei Alstom 13 Akkumulator-Triebwagen. Eine weitere Bestellung über 18 Fahrzeuge folgte 2022. Erste Fahrzeuge sollten ab 2024 ausgeliefert werden. Sie basieren auf der Plattform der Alstom X’Trapolis Mega, haben 204 Sitzplätze und eine Reichweite von 80 km, bevor die Batterien aufgeladen werden müssen.

## Italien

### Historisch

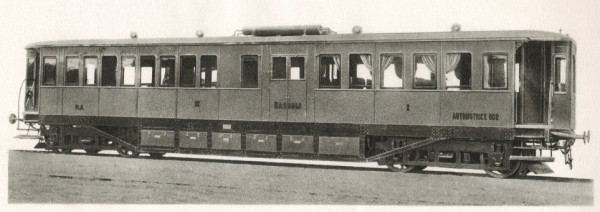
Akkumulatortriebwagen RA 002 der Rete Adriatica

Um 1900 experimentierten sowohl die Rete Adriatica (RA) als auch die Rete Mediterranea (RM) mit Akkutriebwagen. Die RA setzte ab 1901 die Triebwagen 001–004 ein, und bei der RM gingen bereits 1898 die beiden Triebwagen 5101 und 5102 in Betrieb. Aufgrund von Problemen wurden die Fahrzeuge jedoch schon 1903 bzw. 1904 wieder ausgemustert.
Beide Gesellschaften stellten je ein Fahrzeug auf der Weltausstellung in Paris 1900 aus.

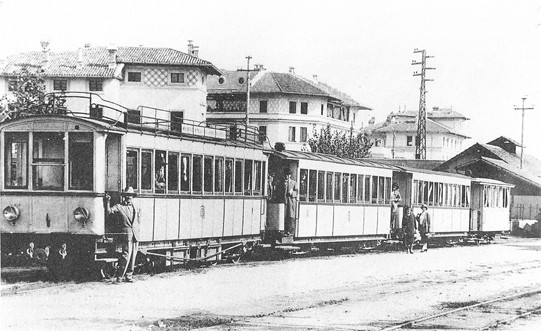
Akkumulatortriebwagen in San Daniele

In den 1920er Jahren wurden auf der Bahnstrecke Udine–San Daniele Akkumulatortriebwagen eingesetzt, die aus altbrauchbaren Personenwagen umgebaut wurden waren.

### Aktuell

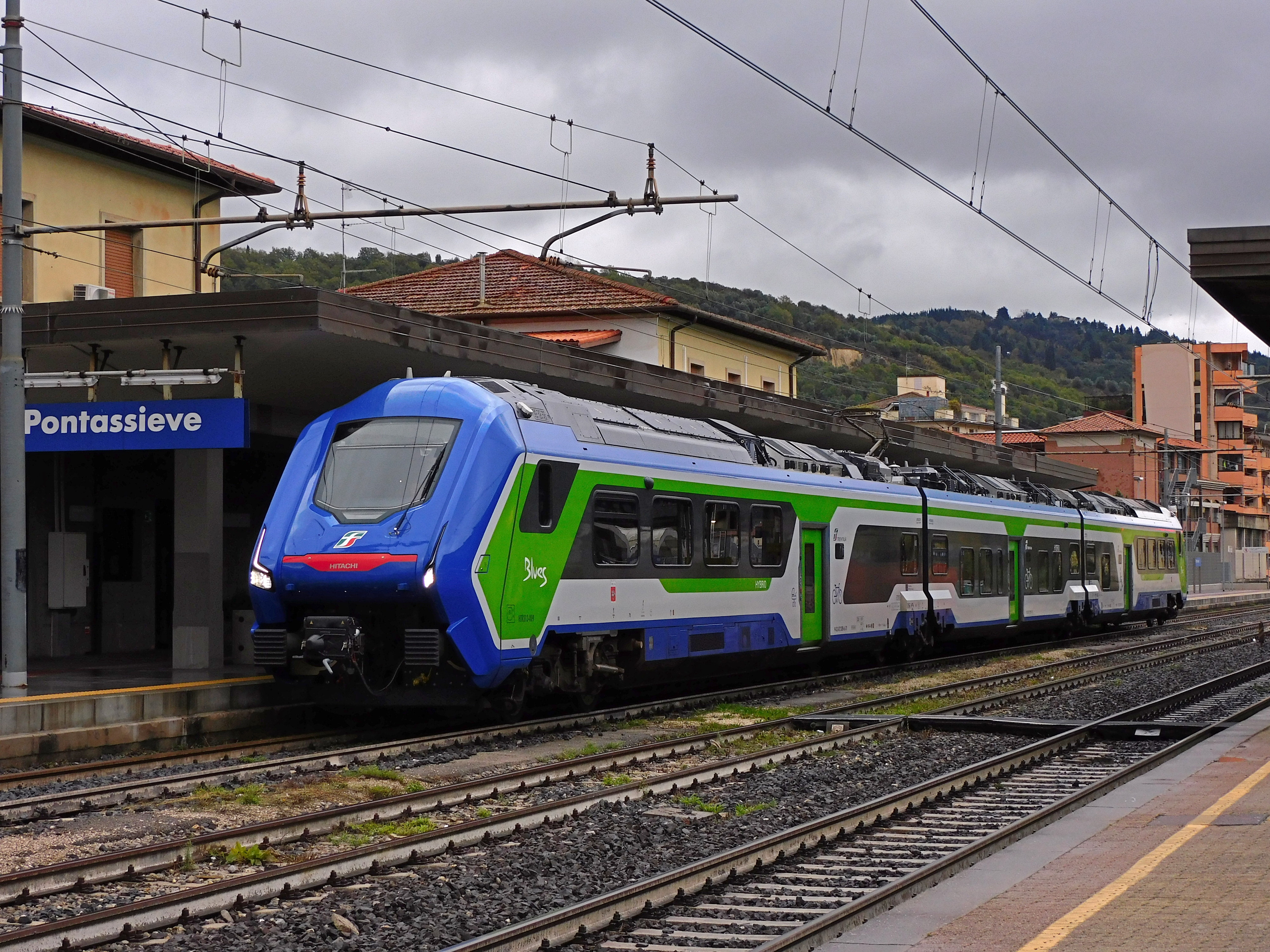
Hitachi Blues im Bahnhof Pontassieve

Trenitalia bestellte 135 Triebzüge des Typs Hitachi Blues bei Hitachi Rail Italia. Es werden die Baureihen HTR.312 (dreiteilig, 219 Sitzplätze) und HTR.412 (vierteilig, 300 Sitzplätze) ausgeliefert. Es sind Dreisystemfahrzeuge, die mit Oberleitung (3000 Volt, Gleichspannung), Dieselmotor oder Akkumulator betrieben werden können. Sie sind bis zu 160 km/h schnell.

## Kuba

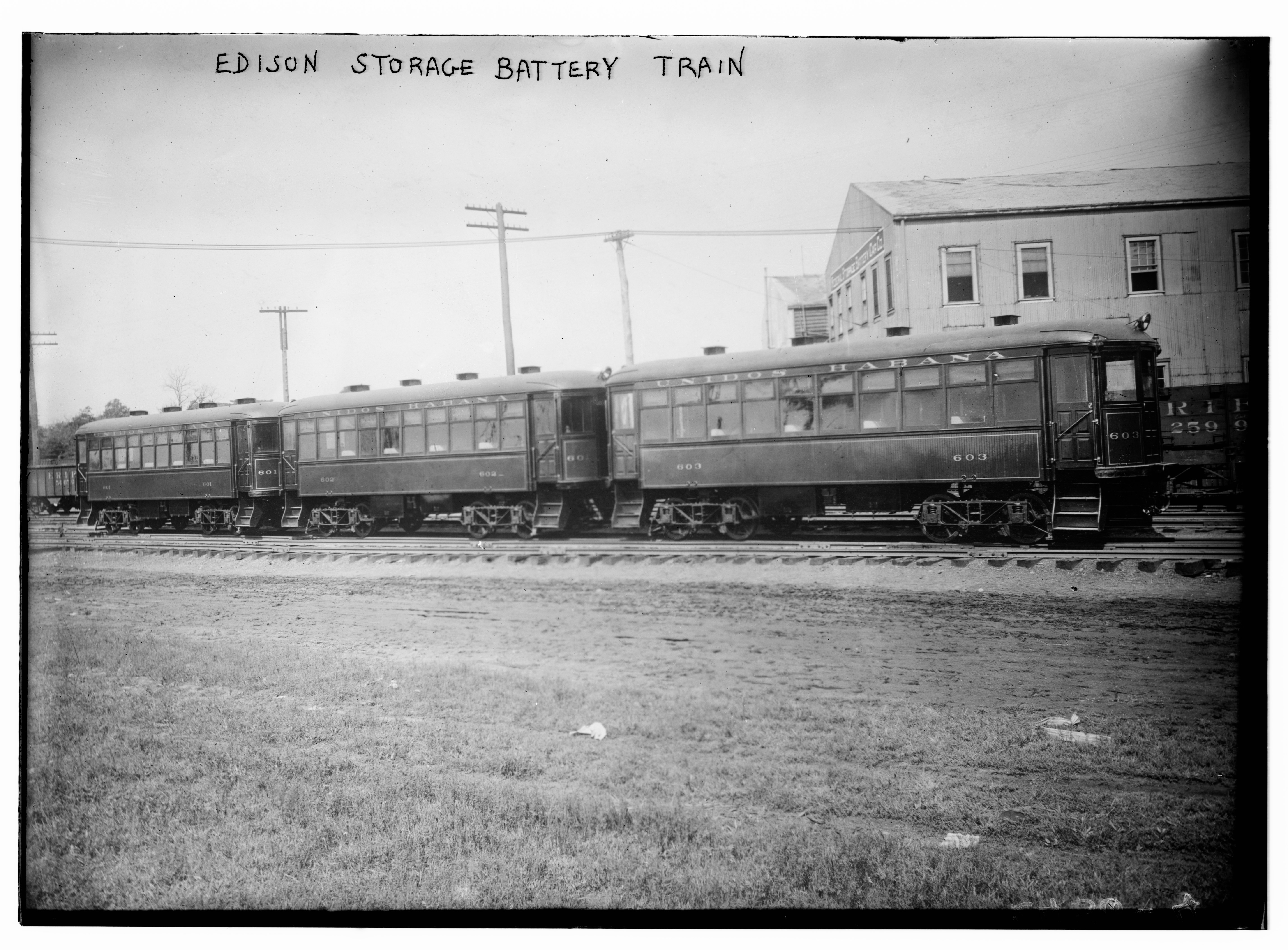
Akkumulatortriebwagen der kubanischen Ferrocarriles Unidos de la Habana

Auf Kuba nahm die Ferrocarriles Unidos de la Habana 1912 einen dreiteiligen Akkumulatortriebwagen in Betrieb. Ähnliche von Thomas Edison entwickelte Triebwagen waren zuvor in den Vereinigten Staaten schon bei mehreren Eisenbahngesellschaften im Einsatz.

## Lettland
Latvijas dzelzceļš, die Lettische Eisenbahn, bestellte bei Škoda Transportation 32 niederflurige Triebwagen RegioPanter, deren erste seit Ende 2023 getestet werden. Die viergliedrigen Züge haben 436 Sitzplätze. Die Züge können unter 3 kV Gleichstrom und auf nicht elektrifizierten Strecken mit Batterie fahren. Die Höchstgeschwindigkeit der Fahrzeuge beträgt theoretisch unter Oberleitung 160 km/h. Allerdings ist die Infrastruktur in Lettland nur für Fahrten mit einer Höchstgeschwindigkeit bis zu 120 km/h ausgelegt. Auch bei Batteriebetrieb beträgt die Höchstgeschwindigkeit 120 km/h, die Reichweite der Batterien 80 km.

## Litauen
Die Litauische Eisenbahn hat sechs Stadler-Flirt-Akku-Triebzüge bestellt, die jeweils aus drei Personenwagen mit je 128 Sitzplätzen und einem Akkumulatoren-Wagen bestehen. Die Züge sollen ab 2026 eingesetzt werden.

## Japan

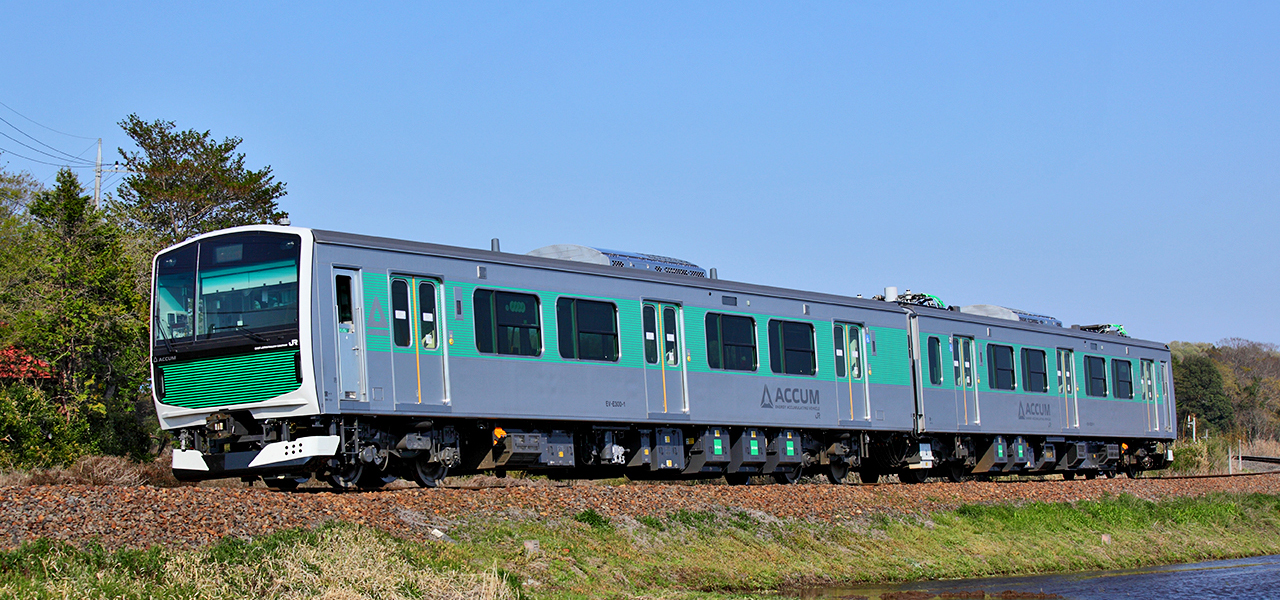
Japanischer Akkutriebzug der Baureihe EV-E301

JR Higashi-Nihon experimentierte um 2009 mit Akkutriebzügen. Seit 2014 befinden sich die Züge der Baureihe EV-E301 im Fahrplandienst. Weitere Baureihen wie etwa die BEC819 von JR Kyushu folgten.

## Tschechien
Im Juni 2024 wurde in Ostrava der Zweisystemzug von Škoda Transportation, der auf der RegioPanter-Plattform aufbaut, vorgestellt. Der dreigliedrige Zug kann sowohl mit elektrischer Energie aus der Oberleitung als auch auf nicht elektrifizierten Strecken mit Akkumulator fahren. Die Höchstgeschwindigkeit der Fahrzeuge beträgt unter Oberleitung 160 km/h, bei Akkumulatorbetrieb 120 km/h, die Reichweite der Akkumulator beträgt 80 km.

## Vereinigtes Königreich

### Historisch
Bei der British Rail befand sich 1958–1962 ein experimenteller Zwei-Wagen-Triebzug British Rail BEMU (BEMU steht für Battery Electric Multiple Unit) im Betrieb. Dieses aus einem Trieb- und einem Steuerwagen bestehende Einzelexemplar war anstelle der Dieselmotoren der Regel-Baureihe British Rail Derby Lightweight mit zwei Elektromotoren und 216 Blei-Akkumulatoren ausgerüstet. Die 100 kW leistenden Motoren stammten von Siemens-Schuckert. Das Gesamtgewicht der Einheit betrug 70 Tonnen, wovon 17 Tonnen auf die Batterien entfielen. Triebwagen 30368 wies 52 Sitze der 2. Wagenklasse auf, Steuerwagen 30369 53 der zweiten und zwölf der 1. Klasse. Der Triebwagen lief auf der Deeside Line, wo er sich den Verkehr mit einem klassischen DMU teilte. Später wurde er beim Railway Technical Centre in Derby zu Testzwecken verwendet. In den 1980er Jahren gelange er zur Museumsbahn East Lancashire Railway, wo er kurzzeitig nochmals zum Einsatz kam. Heute ist er im Besitz der Royal Deeside Railway im schottischen Milton of Crathes auf seiner ursprünglichen, 1966 stillgelegten Einsatzstrecke. Dort wird er nach dem Ausbau der Akkumulatoren als lokomotivgezogener Personenzug verwendet.
Die für die auf die Kanalfähren ausgerichteten Verbindungen von der London Victoria Station nach Dover und Folkestone gebauten zehn „Boat train“-Gepäcktriebwagen-Züge der British Rail Class 419 (Baujahre 1951–1961) wurden elektrisch mit Stromschienenversorgung betrieben. Für die An- und Abfahrt auf den nicht mit Stromschienen ausgerüsteten Kai-Gleisen hatten sie eine zusätzliche Akku-Versorgung an Bord. Sie wurden 1991 aus dem Linienverkehr abgezogen und noch einige Jahre als Akkuloks verwendet, derzeit sind alle in verschiedenen Museumsdepots abgestellt.

### Aktuell
2014 ließ Network Rail Fahrzeuge der Klasse 379 testen, die mit Akkus ausgestattet wurden. Der Versuch wurde 2016 erfolgreich abgeschlossen. Seit 2017 fahren die Akkumulatorentriebzüge in Großbritannien im Regelbetrieb. Bis 2019 wird die Klasse 379 bereits durch eine neue Flotte der Klasse 745 (Stadler Flirt UK), bei denen es sich um 12-Wagen-Züge für den Stansted Express handelt, und durch Klasse 720 Aventra für die Cambridge-Dienste ersetzt.
Vivarail ein mittlerweile insolventes Unternehmen, dass sich dem Bau von Eisenbahnfahrzeugen widmete und heute zur Great Western Railway gehört, kaufte 2014 156 Triebwagen und 70 Wagen der Londoner U-Bahn der Baureihe D 78, die durch modernere Fahrzeuge ersetzt worden waren. Sie bauten sie in Akku-Triebwagen um, die als Baureihe 230 im britischen Bahnnetz verkehren.
2015 wurde für Liverpool eine Ausschreibung für Züge veröffentlicht, die sowohl mit Stromschiene mit 750 Volt Gleichspannung als auch auf nicht elektrifizierten Streckenteilen mit Akkumulator fahren sollten. Daraus entstand die Baureihe 777 mit 53 Fahrzeugen, die von Stadler gebaut wurde. Sieben dieser Fahrzeuge sind zusätzlich mit Akkumulatoren ausgerüstet, sodass Merseyrail auf nicht elektrifizierte Strecke verlängert werden konnte.

## Vereinigte Staaten

### Historisch
Die Edison-Beach-Akkumulatortriebwagen (Edison-Beach battery rail car) wurden von Thomas Edison und Ralph H. Beach entwickelt, letzterer als Leiter der Firma Railway Storage Battery Car Company und der Electric Car & Locomotive Corp. Ein solcher Triebwagen wurde bei der Alaska Railroad als Nr. 105 eingesetzt. Zu den Besonderheiten der Edison-Beach-Akkumulatortriebwagen gehört das Beach-Antriebssystem mit Losradsätzen, das die Räder einzeln über ein Getriebe von einem Traktionsmotor antreibt.

### Aktuell
Die Chicagoer Vorortbahngesellschaft METRA bestellte 2024 acht Stadler Flirt Akku bei Stadler. Sie sollen 2027 ausgeliefert werden.
Caltrain bestellte seit Sommer 2016 mehrfach Stadler-KISS-Züge. Bei einer Bestellung im August 2023 über fünf weitere Triebzüge, wurde einer davon als Akkutriebzug bestellt.

## Exkurs: Superkondensatoren
Zum Speichern von Fahrstrom können neben Akkumulatoren auch Superkondensatoren verwendet werden. Diese haben deutlich kürzere Ladezeiten, verfügen allerdings bei gleicher Masse über eine deutlich geringere Kapazität. Sie werden bei Straßenbahnen zum Überbrücken kurzer fahrdrahtloser Streckenabschnitte eingesetzt.